# Adoretus costalis
Adoretus costalis är en skalbaggsart som beskrevs av Blanchard 1851. Adoretus costalis ingår i släktet Adoretus och familjen Rutelidae. Inga underarter finns listade i Catalogue of Life.